# Jacob Buk
Jacob Buk, modernisiert Jakob Buk, latinisiert Jacobus Buk, sorbisch: Jakub Buk, (* 6. März 1825 in Siebitz; † 15. August 1895 in Nieder-Wildungen) war ein sorbischer römisch-katholischer Geistlicher und Autor.

## Leben

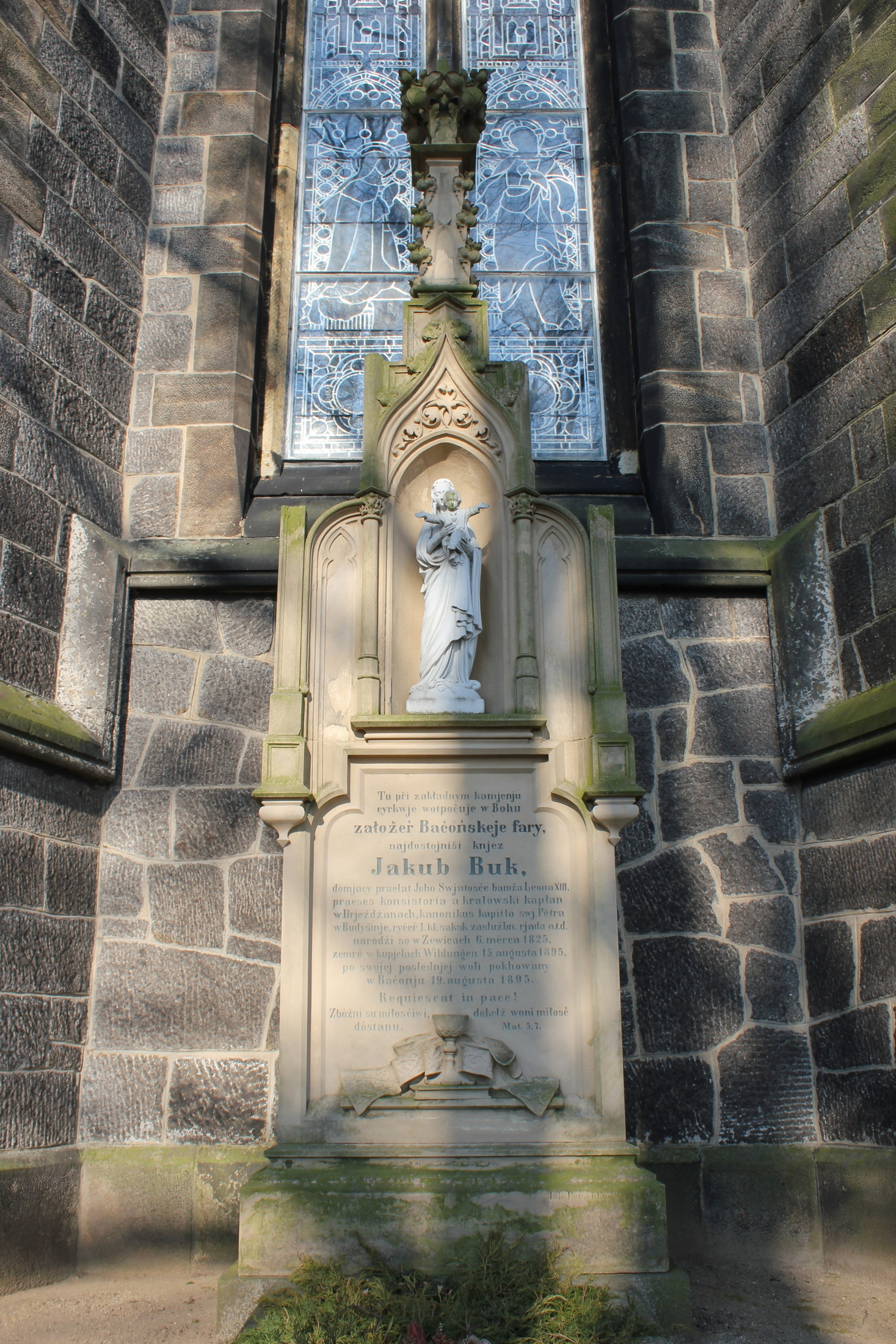
Grabstein von Buk an der Storchaer Pfarrkirche

Jacob Buk wurde 1850 als Domvikar in Bautzen ordiniert und gleichzeitig dort auch Seminarlehrer. Vier Jahre später wechselte er als Kaplan und Lehrer am katholischen Progymnasium nach Dresden. Von 1854 bis 1867 redigierte Jacob Buk die sorbische wissenschaftliche Zeitung Časopis Towaŕstwa Maćicy Serbskeje. 1859 wurde er Kaplan an der Katholischen Hofkirche und Direktor des katholischen Progymnasiums in Dresden. Von 1876 bis 1886 war Buk Superior und Pfarrer an der Katholischen Hofkirche und danach übte er bis zu seinem Tod während eines Kuraufenthaltes das Amt des Präses des katholischen Konsistoriums und erster Hofkaplan in Dresden aus. Er wurde nach seinem letzten Willen an der Pfarrkirche von Storcha begraben, zu deren Gründung er beigetragen hatte.

## Schriften (Auswahl)
- Zynki hornołužiskeje serbskeje ryče. (Voces consonantes et vocales linguae sorabicae in Lusatia superiore. Wendische Lautlehre.) Budissin, 1852.
- 1000 serbskich přisłowow a přisłownych prajidmow. Bautzen, 1862. (= 1000 wendische Sprüchwörter und sprüchwörtliche Redensarten.)
- Nowy zakoń našeho Knjeza Jězusa Khrystusa. Bautzen, 1862. (= Das Neue Testament unseres Herrn Jesu Christi.)
- Bohuswaw z Dubowina. Bautzen, 1849. (= Heinrich von Eichenfels, von Chr. v. Schmid, in die wendische Sprache übersetzt.)
- Der Segen des täglichen Ave-Maria-Lautens. Eine Predigt. Dresden, 1860.